# SN 2006sz
SN 2006sz – supernowa typu Ia odkryta 16 listopada 2006 roku w galaktyce A234252-0033. W momencie odkrycia miała maksymalną jasność 22,60m.